# Vitka poljarica
Vitka poljarica (znanstveno ime Platyceps najadum) je nestrupena kača iz družine gožev, ki je v Sloveniji uvrščena na seznam zavarovanih vrst. 
Vrsto je prvi opisal Karl Eichwald leta 1831, kot Tyria najadum.

## Opis
Vitka poljarica je kača vitkega telesa, ki le redko meri preko enega metra. Samice izležejo leto med 3 in 16 jajc. Ogrožajo jo intenzivno kmetijstvo, gozni požari in človekovo preganjanje.

## Razširjenost
Vitka poljarica je razširjena po Balkanu, Cipru, Bližnjem vzhodu pa vse do Turkmenistana in Kavkaza na vzhodu, kjer se zadržuje na suhih krajih, od puščavnih in kamnitih habitatov do sedozemskih gozdov vse do 2000 metrov nad morjem.

## Podvrste
V vrsto je uvrščenih po enih virih pet, po drugih pa šest podvrst:
- Platyceps najadum albitemporalis (Darevsky & Orlov, 1994)
- Platyceps najadum atayevi (Tuniyev & Shammakov, 1993) – Kopet Dag, Iran/Turkmenistan
- Platyceps najadum dahlii (Fitzinger, 1826) – Balkan, Ciper, egejska Turčija
- Platyceps najadum kalymnensis (B. Schneider, 1979) – Endemit otoka Kalymnos
- Platyceps najadum najadum (Eichwald, 1831) – Kavkaz in Anatolija
- Platyceps najadum schmidtleri (Schätti & McCarthy, 2001) – gorovje Zagros, Iran

Podvrsta Platyceps najadum dahlii je bila poimenovana po švedskem botaniku Andersu Dahlu., Platyceps najadum schmidtleri pa po nemškem herpetologu Josefu Friedrichu Schmidtlerju.